# Два свидетеля
Два свидетеля (др.-греч. δύο μαρτύρων, лат. duo martyron) — персонажи Откровения Иоанна Богослова, пророки, появляющиеся в 3—11 стихах 11 главы книги. По хронологии Откровения, свидетели появляются между звучанием 6-й и 7-й труб. Их пророческая деятельность продолжается 1260 дней и завершается гибелью от Зверя из бездны. Толкованиям эпизода с двумя свидетелями посвящена обширная экзегетическая литература. Многочисленность интерпретаций эпизода с двумя свидетелями делает его одним из самых обсуждаемых в Откровении и по мнению современного протестантского богослова Гранта Осборна, одним из важнейших. Согласно распространённым трактовкам, свидетели символизируют Еноха и Илию или Моисея и Илию.

## События в Откровении
Два свидетеля появляются в начале 11 главы, после открытия семи печатей (6:1 — 8:1), между звучанием 6-й и 7-й труб (9:13 — 11:15). Нередко события глав 10 и 11, относящихся к одному периоду по внутренней хронологии Откровения, рассматриваются совместно, как продолжительная интерлюдия в линейной последовательности событий. Они начинаются с появления «ангела сильного» в начале главы 10 перед протагонистом Откровения с книжкой, которую приказывает съесть и идти пророчествовать. Затем следует измерение храма, внешний двор которого отдан язычникам (11:1, 2), и появление свидетелей. Устанавливается, что их пророчествование «во вретище» будет длиться 1260 дней (11:3). Пророки описываются как «две маслины и два светильника, стоящие пред Богом земли» (11:4). По завершении указанного срока они будут убиты «Зверем из бездны», а их тела будут оставлены лежать на улице «великого города, который духовно называется Содом и Египет» три с половиной дня (11:7—10). Далее они будут оживлены Богом и вознесены на небо посреди всеобщего ужаса, смерти и разрушения(11:11—13). Авторское замечание, что таким образом «второе горе прошло» (11:14), отсылает к событиям, произошедшим после того, как вострубил пятый ангел (9:12). Наконец, звучание 7-й трубы возвещает наступление последнего периода испытаний перед Вторым пришествием Иисуса Христа и установлением его Царствия (11:15).

## Методы толкования

### Буквальные интерпретации
Крайне дискуссионным является вопрос идентификации свидетелей. В предположении, что речь идёт о каких-либо известных из Библии персонажей, экзегеты обращали внимание на то, что уподобление пророков светильникам несколько раз встречается в текстах обоих Заветов, например, Илия в Сир. 48:1 и Иоанн Креститель в 5:35. Ипполит Римский, Тертуллиан и почти все последующие Отцы Церкви полагали, что свидетелями являются ветхозаветный патриарх Енох и Илия. Согласно Тертуллиану, они были сохранены до битвы с Антихристом во время последних дней, когда усмирили Зверя кровью своего мученичества. Существенным обстоятельством для Тертуллиана и последующих экзегетов стала смертность двух праведников. Ипполит в своём утраченном толковании поместил проявление Еноха и Илии в первую часть отмеренных в Книге пророка Даниила 70 недель конца света.
Самый ранний полностью сохранившийся комментарий на Откровение принадлежит Викторину Петавскому (ум. 304). В нём впервые в качестве метода анализа была применена «теория рекапитуляции (повторения)», то есть подход, согласно которому описываемые в тексте события не происходят хронологически одно за другим, а каждый из последовательно описываемых рядов событий (семь печатей, семь труб, семь чаш гнева), являются различными изложениями одних и тех же явлений. С учётом возможных библейских параллелей и признавая существование других мнений, Викторин склоняется к мнению, что вторым свидетелем должен быть пророк Иеремия, который в Ветхом Завете не выполнил до конца свою миссию «пророка для народов» (1:5). Среди других точек зрения — первые епископ Иерусалимский Иаков и апостол Иоанн (Бэкон), какие-то два христианских мученика времён императора Тита (Желен), апостолы Пётр и Павел (Мунк, Буамар). Идея о том, что перед концом времён вернётся пророк Илия, чьё имя связывалось с борьбой против культа Баала, основывается на иудейских апокалиптических представлениях. От него ожидалось очищение священничества, восстановление Израиля и подготовка ко всеобщему восстановлению. В синоптических Евангелиях с Илиёй сравнивали Иоанна Крестителя и самого Христа. Моисей в качестве кандидатуры на роль коллеги Илии предлагался исходя из его появления во время Преображения Господня, Енох поскольку был взят на небеса за свою святость. О взаимосвязи между Енохом и Илиёй говорится также в апокрифическом Евангелии от Никодима, где они оба в Раю ожидают пришествия Антихриста.

### Символические интерпретации
Многие богословы придерживаются символических интерпретаций, что тесно коррелирует с их буквальной или символической трактовкой природы Зверя из бездны, понимаемого индивидуально или как собирательный образ зла. Для донатистского епископа Тихония (умер до 400), таковым являлась признанная Римской империей официальная Церковь, а два свидетеля в таком случае символизируют два Завета. Появляющаяся в следующей главе Жена, облечённая в солнце представляет у Тихония дуализм другого рода — между истинно и фальшиво верующими в Христа, церковью донатистов и кафолических «предателей». Последователи Тихония, начиная с Иеронима Стридонского и Августина, отказались от привязки к текущим событиям и толковали Откровение в абстрактном и аллегорическом смысле. Считая подход Викторина слишком буквальным и носящим «хилиастический характер», Иероним в своём исправленном толковании предложил считать, что Енох и Илия, взятые на небеса, по-прежнему продолжают существовать, и что Илия вернётся в образе Иоанна Крестителя. Существенным здесь оказывается то, что они не умирали и, видимо, не несут на себе печать греха Адама. Августин отверг радикальные эсхатологические трактовки Откровения и полагал, что в нём даётся лишь общее представление о грядущих событиях, а «тысячелетие» символизирует всю христианскую эру, в продолжение которой церковь постоянно осаждена Дьяволом. Отталкиваясь от дуалистических идей Тихония, он развил учение о «двух градах», земном и небесном. К высказанным ранее соображениям, гиппонский епископ добавил несколько новых. Он ввёл в оборот эсхатологической экзегетики Книгу Малахии (4:4, 5), где говорится о возвращении Илии перед Страшным судом. В августинианской концепции времени возвращение Илии занимает значимое место, но оно не связано явно с возрастанием зла перед концом света. Ученик Августина, карфагенский епископ Кводвультдеус, рассматривал Еноха и Илию в одном ряду с выступившими против фараона Моисея и Аарона и апостолов Петра и Павла, противостоявших императору Нерону, воспринимавшемуся первыми христианами как Антихриста, и чьего возвращения (Nero revivivus) Викторин и Августин ожидали в конце времён.
В восточной части Римской империи, а затем в Византии, отношение к Откровению было достаточно осторожным. Возможно, его каноничность отрицала раннехристианская секта алогов. По словам известного ересиографа Епифания Кипрского, они считали символизм книги «грубым» и «не поучительным». Отец церковной истории Евсевий Кесарийский в начале IV века сомневался в его подлинности, а епископ Кирилл Иерусалимский не включил в свой перечень канонических книг Библии. Отсутствует оно и списках и Григория Назианзина, Апостольских правилах и сирийской Пешитте. В результате, значительных толкований Откровения на Востоке было создано не так много. Начиная с Оригена там преобладало символическое понимание текста. Грекоязычные экзегеты (Икумений Триккский, Андрей Кесарийский, Арефа Кесарийский) избегают упоминания о тысячелетнем царстве Бога на земле, в центре их внимания христологические и нравственные вопросы.
По мнению Г. Осборна, многообещающим является отождествление свидетелей с Моисеем и Илией, фигурами, олицетворяющими ветхозаветные Закон и пророчества. Символические интерпретации основываются на сомнении некоторых исследователей в том, что какая-либо нация или сила может объявить войну двум частным лицам, основываясь на 11:7, где говорится, что Зверь «сразится с ними» («shall make war against them» в Библии короля Якова). Также принималось во внимание эсхатологическое предсказание Иоиля, согласно которому в конце времён пророческой силой будет наделена вся община преданных Богу (Иоил. 2:28—32), что также подтверждалось в «Деяниях» (2:17—21). Техасский библеист Грегори Бил утверждает, что в данном случае речь идёт о целом сообществе верующих, обладающем пророческой силой и приводит шесть аргументов в пользу того, чтобы отождествить свидетелей с Церковью. То, что свидетелей именно два, может указывать на требования ветхозаветного закона о достаточном свидетельствовании (Чис. 35:30, Втор. 17:6, Втор. 19:15). Те же принципы были приняты и в Новом Завете (Ин. 8:17, 1Кор. 13:1 и др.). Правовые коннотации имеет и употребляемое здесь греческое слово др.-греч. μαρτυρία. В предположении толкования свидетелей как церквей, два светильника 11-й главы противопоставляются 7 светильникам 2-й и 3-й глав и могут указывать на то, что не все церкви сохранят свою веру.
Описание избранников как двух маслин и двух светильников отсылает к видению из 4-й главы Книги пророка Захарии. В контексте пророчества Захарии светильники символизируют Второй Храм, а оливы — двух праведников(4:14), в данном случае Зоровавеля и первосвященника Иисуса. В целом, пророчества Захарии указывают на гарантированную Богом неизбежность завершения постройки храма, несмотря на препятствия со стороны язычников. Таким образом, можно объяснить указания на «попирание святого города» язычниками в первых стихах 11-й главы Откровения.

## Частные вопросы

### Содом и Египет
В одном из ранних произведений, на основании того, что Христос был отвергнут иудеями, Иероним Стридонский доказывал, что Иерусалим утратил свой священный статус и может быть «Содомом и Египтом» пророчества. Позднее Иероним пришёл к выводу, что тем городом является весь мир

## Связь с апокалиптической литературой
Несмотря на то, что некоторые параллели могут быть обнаружены в иудейской литературе, история о появлении двух пророков перед Страшным судом достаточно уникальна. Многими исследователей высказывается мнение, что обширная раннехристианская и средневековая апокалиптическая литература о мученичестве Еноха и пророка Илии восходит к 11-й главе Откровения. С другой стороны, как отмечает английский библеист Ричард Бокэм, отсутствие явных подтверждений именно такой интерпретации указывает на возможность существования независимой иудейской традиции. Если у ранних авторов (Лактанций, Коммодиан) связь с сюжетом Откровения прослеживается явно, то начиная с Ефрема Сирина (IV век) сходство постепенно теряется.
В своей классической работе немецкий историк христианства Вильгельма Буссе «Der Antichrist» (1895), суммировав указания раннехристианской и средневековой апокалиптической литературы, пришёл к выводу, что позднейшая традиция практически единогласно отождествляет пророков пришествия Антихриста с Енохом и Илией, тогда как в Откровении автор имел в виду, скорее всего, Моисея и Илию. Буссе указывает на ряд расхождений между текстом Откровения и более поздними сюжетами: у Иоанна зверь появляется из бездны после того, как пророки завершили свою деятельность, тогда как в традиции порядок обратный; в Откровении пророки обладают силой насылать бедствия, тогда как позднейшие авторы полагают кары идущим от Бога наказанием за отпадение человечества к Антихристу. Более того, в Откровении нет явного противопоставления свидетелей Антихристу и направления верующих на борьбу с ним. История о воскресении пророков через три дня встречается только у некоторых позднейших авторов, сирийском Апокалипсисе Петра (II век), в приписываемом Беде пророчестве Тибуртинской Сивиллы и у Адсо из Монтье-ан-Де, но её изложение уникально у Иоанна. В эфиопской версии Апокалипсиса Петра о мученичестве Еноха и Илии не сообщается, но они появляются в конце времён, чтобы помочь в борьбе с лже-Христом. В коптском Апокалипсисе Илии оба они оказываются убиты «сыном беззакония», но возвращаются с Господом в день Страшного суда и побеждают Антихриста. С учётом анализа известной традиции, исследователями либо принимается, либо отвергается связь с иудейскими первоисточниками эпизода о двух свидетелях, в зависимости от того, какие его особенности выделяются как уникальные.